# 名作ホスピタル
『名作ホスピタル』（めいさくホスピタル）は、2011年4月1日から2014年3月29日までNHK教育テレビジョン（NHK Eテレ）で放送されていた青年層を対象にした健康情報番組。テレビアニメを題材として健康や医療に関する情報を伝えている。

## 番組概要
2010年9月18日に、NHK番組たまごの「秋の番組たまごまつり」の一環として、パイロット版（名作ホスピタル ココロとカラダに効くアニメ）を教育テレビで放送（23:00 - 23:30）。パイロット版放送から半年後の2011年からレギュラー放送を開始した。
視聴対象者層をテレビアニメに親しんだ20代から40代の青年層に絞り、主人公などが抱えていた病気を身近に感じるためにテレビアニメを題材として使用している。また、教育テレビで放送されている『きょうの健康』や『ここが聞きたい!名医にQ』などの健康番組が60代以上の高齢者層を視聴対象としているのに対し、青年層向けの健康の情報を伝える番組がなかったことも番組が開始した背景である。放送される作品はNHKや民放問わずさまざまな作品が使用されている。
『名作ホスピタル』では、一つのテーマを2週続けて放送。各テーマごとに症例のプロフェッショナルが出演し、名作プレゼンターとともにイラストや模型を使用しながら病気や症例を分かりやすく解説するのもこの番組の特徴である。各テーマの第2週のエンディングでは、出演者の一人である中川翔子が感じたことを語る「しょこたんの二言」も放送される。
公開収録スペシャル以降、最後の1分間は「なりきり筋トレ」のコーナーになっている。谷本道哉の指導により、中川翔子と柳原哲也がコスプレで、そのキャラクターの動きを使った筋肉トレーニングをする。

## 出演者

### 現在
司会
- 中川翔子[3]
- 増田英彦（ますだおかだ）

名作プレゼンター
テーマごとに交互に出演。
- 柳原哲也（アメリカザリガニ）
- 山田悠介 - 2012年4月より志の吉の後任として出演

### 過去
- 岡田圭右（ますだおかだ） - パイロット版のみ出演。
- 立川志の吉（現：立川晴の輔） - 2011年4月-2012年3月に名作プレゼンターとして柳原と交互出演。

## 放送時間
いずれも日本標準時（JST）でEテレでの放送時間。

### 2011年4月 - 2012年3月
本放送
- 金曜日 23:40 - 23:55

再放送
- 金曜日 20:30 - 20:45（放送翌週）

### 2012年4月 - 2013年3月
本放送
- 土曜日 24:35 - 24:50

再放送
- 日曜日 18:25 - 18:40

### 2013年4月 - 2014年3月
本放送
- 金曜日 24:00 - 24:15

再放送
- 月曜日 5:50 - 6:05

## 放送一覧
| 回 | 初回放送日     | タイトル                                                                      | アニメ作品                                                              | 症例など                                                                |
| -- | -------------- | ----------------------------------------------------------------------------- | ----------------------------------------------------------------------- | ----------------------------------------------------------------------- |
| 0  | 2010年09月18日 | ココロとカラダに効くアニメ                                                    | 機動戦士ガンダム（名古屋テレビ）                                        |                                                                         |
| 1  | 2011年04月01日 | ストレス×アルプスの少女ハイジ                                                 | アルプスの少女ハイジ （フジテレビ）                                     | ストレス                                                                |
| 2  | 2011年04月08日 | 環境変化（ストレス）×アルプスの少女ハイジ                                     | アルプスの少女ハイジ （フジテレビ）                                     | ストレス                                                                |
| 3  | 2011年04月15日 | 眠れない・起きられない×一休さん                                               | 一休さん （NET→テレビ朝日）                                             | 不眠症・睡眠障害                                                        |
| 4  | 2011年04月22日 | 眠れない・起きられない×一休さん 完結編                                        | 一休さん （NET→テレビ朝日）                                             | 不眠症・睡眠障害                                                        |
| 5  | 2011年04月29日 | サラサラヘアーになりたい!×忍たま乱太郎                                        | 忍たま乱太郎 （NHK）                                                    | ヘアケア                                                                |
| 6  | 2011年05月06日 | サラサラヘアーになりたい!×忍たま乱太郎 完結編                                 | 忍たま乱太郎 （NHK）                                                    | ヘアケア                                                                |
| 7  | 2011年05月13日 | 大切なものを失ったとき×おはよう!スパンク                                      | おはよう!スパンク （朝日放送）                                          | ペットロス症候群                                                        |
| 8  | 2011年05月20日 | 大切なものを失ったとき×おはよう!スパンク 完結編                               | おはよう!スパンク （朝日放送）                                          | ペットロス症候群                                                        |
| 9  | 2011年06月10日 | 虫歯×ルパン三世                                                               | ルパン三世 （日本テレビ）                                               | 虫歯                                                                    |
| 10 | 2011年06月17日 | 虫歯を放置すると×ルパン三世                                                   | ルパン三世 （日本テレビ）                                               | 虫歯                                                                    |
| 11 | 2011年06月24日 | 急なけが・病気×アタックNo.1 前編                                              | アタックNo.1 （フジテレビ）                                             | 急病                                                                    |
| 12 | 2011年07月01日 | 急なけが・病気×アタックNo.1 後編                                              | アタックNo.1 （フジテレビ）                                             | 急病                                                                    |
| 13 | 2011年07月22日 | お悩み解決スペシャル カラダ編                                                 | 過去の放送の総集編で、 これまでに出演した「名医」を訪問して番組を進行。 | 過去の放送の総集編で、 これまでに出演した「名医」を訪問して番組を進行。 |
| 14 | 2011年07月29日 | お悩み解決スペシャル ココロ編                                                 | 過去の放送の総集編で、 これまでに出演した「名医」を訪問して番組を進行。 | 過去の放送の総集編で、 これまでに出演した「名医」を訪問して番組を進行。 |
| 15 | 2011年09月02日 | 記憶力×世界名作劇場 南の虹のルーシー                                          | 南の虹のルーシー （フジテレビ・世界名作劇場）                           | 記憶喪失・健忘症                                                        |
| 16 | 2011年09月09日 | 思い出す×世界名作劇場 南の虹のルーシー                                        | 南の虹のルーシー （フジテレビ・世界名作劇場）                           | 記憶喪失・健忘症                                                        |
| 17 | 2011年09月16日 | 苦手なもの×おじゃる丸                                                         | おじゃる丸 （NHK）                                                      | 対人関係                                                                |
| 18 | 2011年09月23日 | ニガテ克服×おじゃる丸                                                         | おじゃる丸 （NHK）                                                      | 対人関係                                                                |
| 19 | 2011年09月30日 | 胃が痛い!×忍たま乱太郎                                                        | 忍たま乱太郎 （NHK）                                                    | 胃痛                                                                    |
| 20 | 2011年10月07日 | 胃に優しい生活×忍たま乱太郎                                                   | 忍たま乱太郎 （NHK）                                                    | 胃痛                                                                    |
| 21 | 2011年10月28日 | 「あらいぐまラスカル」×インフルエンザ 予防編                                  | あらいぐまラスカル （フジテレビ・世界名作劇場）                         | インフルエンザ                                                          |
| 22 | 2011年11月04日 | 「あらいぐまラスカル」×インフルエンザ 治療編                                  | あらいぐまラスカル （フジテレビ・世界名作劇場）                         | インフルエンザ                                                          |
| 23 | 2011年11月11日 | 骨が折れた!×「じゃりン子チエ」                                                | じゃりン子チエ （毎日放送）                                             | 骨折                                                                    |
| 24 | 2011年11月18日 | 骨太生活×「じゃりン子チエ」                                                   | じゃりン子チエ （毎日放送）                                             | 骨折                                                                    |
| 25 | 2011年12月09日 | しゃっくり×「ど根性ガエル」                                                   | ど根性ガエル （朝日放送）                                               | しゃっくり                                                              |
| 26 | 2011年12月16日 | おなら×「ど根性ガエル」                                                       | ど根性ガエル （朝日放送）                                               | おなら                                                                  |
| 27 | 2011年12月23日 | Q&Aスペシャル 恋のニガテ×「あらいぐまラスカル」                               | あらいぐまラスカル （フジテレビ・世界名作劇場）                         | 恋愛恐怖病                                                              |
| 28 | 2012年01月27日 | 汚れた空気にご用心×ロミオの青い空                                             | ロミオの青い空 （フジテレビ・世界名作劇場）                             | 咳・結核                                                                |
| 29 | 2012年02月03日 | 怖い咳×ロミオの青い空                                                         | ロミオの青い空 （フジテレビ・世界名作劇場）                             | 咳・結核                                                                |
| 30 | 2012年04月08日 | 睡眠は3時間なのだ×天才バカボン                                                | 天才バカボン （よみうりテレビ）                                         | 睡眠                                                                    |
| 31 | 2012年04月15日 | いびき×天才バカボン                                                           | 天才バカボン （よみうりテレビ）                                         | いびき                                                                  |
| 32 | 2012年04月22日 | 鼻血×さくらももこ劇場 コジコジ                                                | さくらももこ劇場 コジコジ （TBS）                                       | 鼻血                                                                    |
| 33 | 2012年04月29日 | 緊張しちゃう×さくらももこ劇場 コジコジ                                        | さくらももこ劇場 コジコジ （TBS）                                       | 緊張                                                                    |
| 34 | 2012年05月06日 | 人間関係×未来少年コナン                                                       | 未来少年コナン （NHK）                                                  | 対人関係                                                                |
| 35 | 2012年05月13日 | 人間関係×未来少年コナン 実践編                                                | 未来少年コナン （NHK）                                                  | 対人関係                                                                |
| 36 | 2012年06月03日 | にきび×おじゃる丸                                                             | おじゃる丸 （NHK）                                                      | にきび                                                                  |
| 37 | 2012年06月10日 | 美白×おじゃる丸                                                               | おじゃる丸 （NHK）                                                      | 美白                                                                    |
| 38 | 2012年06月17日 | 筋トレ×巨人の星                                                               | 巨人の星 （よみうりテレビ）                                             | 筋トレ                                                                  |
| 39 | 2012年06月24日 | 筋トレめし×巨人の星                                                           | 巨人の星 （よみうりテレビ）                                             | 筋トレ                                                                  |
| 40 | 2012年07月01日 | 熱中症×はじめ人間ギャートルズ                                                 | はじめ人間ギャートルズ （朝日放送）                                     | 熱中症                                                                  |
| 41 | 2012年07月08日 | 食わず嫌い×はじめ人間ギャートルズ                                             | はじめ人間ギャートルズ （朝日放送）                                     | 食わず嫌い                                                              |
| 42 | 2012年09月02日 | 乗り物酔い×忍たま乱太郎                                                       | 忍たま乱太郎 （NHK）                                                    | 乗り物酔い                                                              |
| 43 | 2012年09月09日 | 方向オンチ×忍たま乱太郎                                                       | 忍たま乱太郎 （NHK）                                                    | 方向オンチ                                                              |
| 44 | 2012年09月30日 | 顔のしわ×よばれてとびでて!アクビちゃん                                        | よばれてとびでて!アクビちゃん （キッズステーション）                    | 皺                                                                      |
| 45 | 2012年10月07日 | 足に合った靴×タイムボカンシリーズ 逆転イッパツマン                            | 逆転イッパツマン（フジテレビ）                                          | 陥入爪・外反母趾                                                        |
| 46 | 2012年10月14日 | じんましん×タイムボカンシリーズ ヤッターマン                                  | ヤッターマン （フジテレビ）                                             | アンチエイジング                                                        |
| 47 | 2012年10月21日 | アンチエイジング×タイムボカンシリーズ ヤッターマン                            | ヤッターマン （フジテレビ）                                             | じんましん                                                              |
| 48 | 2012年11月11日 | 太りすぎ×がんばれ!!タブチくん                                                 | がんばれ!!タブチくん （東宝東和）                                       | 肥満                                                                    |
| 49 | 2012年11月18日 | ダイエット×がんばれ!!タブチくん                                               | がんばれ!!タブチくん （東宝東和）                                       | ダイエット                                                              |
| 50 | 2012年11月25日 | 食あたり×ふしぎの海のナディア                                                 | ふしぎの海のナディア （NHK）                                            | 食あたり                                                                |
| 51 | 2012年12月02日 | 食品の毒×ふしぎの海のナディア                                                 | ふしぎの海のナディア （NHK）                                            | 食品の毒                                                                |
| 52 | 2012年12月23日 | 心臓の病気×メジャー                                                           | メジャー （NHK）                                                        | 心筋梗塞・狭心症                                                        |
| 53 | 2012年12月30日 | 急に体が動かない×メジャー                                                     | メジャー （NHK）                                                        | イップス                                                                |
| 54 | 2013年02月10日 | めざせ歌ウマ!音程編×「はなかっぱ」                                            | はなかっぱ （NHK）                                                      | 音痴                                                                    |
| 55 | 2013年02月17日 | めざせ歌ウマ!のどケア編×「はなかっぱ」                                        | はなかっぱ （NHK）                                                      | のどケア                                                                |
| 56 | 2013年04月06日 | 運動不足解消法!!×「ドラゴンボール」                                           | ドラゴンボール （フジテレビ）                                           | 運動不足                                                                |
| 57 | 2013年04月13日 | 心をラクにする×「ドラゴンボール」                                             | ドラゴンボール （フジテレビ）                                           | うつ、不安神経症                                                        |
| 58 | 2013年04月20日 | 謎の感染症×「世界名作劇場 ふしぎな島のフローネ」                              | ふしぎな島のフローネ （フジテレビ・世界名作劇場）                       | 感染症                                                                  |
| 59 | 2013年04月27日 | 海外で健康に過ごす×「世界名作劇場 ふしぎな島のフローネ」                      | ふしぎな島のフローネ （フジテレビ・世界名作劇場）                       | 海外での病気対策及び対処法、帰国後の対応                                |
| 60 | 2013年05月04日 | チーズできれい×「アルプスの少女ハイジ」                                       | アルプスの少女ハイジ （フジテレビ）                                     | チーズ                                                                  |
| 61 | 2013年05月11日 | 理想のパン×「アルプスの少女ハイジ」                                           | アルプスの少女ハイジ （フジテレビ）                                     | 白パン、黒パン                                                          |
| 62 | 2013年06月15日 | お酒に強い？弱い？×「元祖天才バカボン」                                       | 元祖天才バカボン （読売テレビ）                                         | 上戸、下戸                                                              |
| 63 | 2013年06月22日 | 理想のおつまみ×「元祖天才バカボン」                                           | 元祖天才バカボン （読売テレビ）                                         | おつまみ                                                                |
| 64 | 2013年07月27日 | 理想のおやつ×「忍たま乱太郎」 公開収録スペシャル with 鎌倉女子大学            | 忍たま乱太郎 （NHK）                                                    | おやつ                                                                  |
| 65 | 2013年08月03日 | 初お披露目!なりきり筋トレ 公開収録スペシャル with 鎌倉女子大学                | 忍たま乱太郎 （NHK）                                                    | 筋力トレーニング                                                        |
| 66 | 2013年08月10日 | アタマが痛い!×「科学忍者隊ガッチャマン」                                      | 科学忍者隊ガッチャマン （フジテレビ）                                   | 頭痛                                                                    |
| 67 | 2013年08月17日 | クラクラする×「科学忍者隊ガッチャマン」                                       | 科学忍者隊ガッチャマン （フジテレビ）                                   | めまい                                                                  |
| 68 | 2013年08月24日 | 恋の秘密×「魔法の天使 クリィミーマミ」                                        | 魔法の天使クリィミーマミ （日本テレビ）                                 | 恋                                                                      |
| 69 | 2013年08月31日 | 心の傷を癒やす×「魔法の天使 クリィミーマミ」                                  | 魔法の天使クリィミーマミ （日本テレビ）                                 | トラウマ                                                                |
| 70 | 2013年09月21日 | 朝ごはん食べてる?×「じゃりン子チエ」 公開収録スペシャル with 園田学園女子大学 | じゃりン子チエ （毎日放送）                                             | 朝食                                                                    |
| 71 | 2013年09月28日 | 理想の朝食×「じゃりン子チエ」 公開収録スペシャル with 園田学園女子大学        | じゃりン子チエ （毎日放送）                                             | 朝食                                                                    |
| 72 | 2013年11月02日 | 「しょこたん宇宙へ行く」からだ編                                              | -                                                                       | 宇宙での人体の影響                                                      |
| 73 | 2013年11月09日 | 「しょこたん宇宙へ行く」こころ編                                              | -                                                                       | 宇宙でのメンタル問題                                                    |
| 74 | 2013年11月30日 | 髪のお悩み×「世界名作劇場 赤毛のアン」                                        | 赤毛のアン （フジテレビ・世界名作劇場）                                 | 髪質                                                                    |
| 75 | 2013年12月07日 | 上手に染めたい×「世界名作劇場 赤毛のアン」                                    | 赤毛のアン （フジテレビ・世界名作劇場）                                 | 髪の染色                                                                |
| 76 | 2014年01月18日 | 温泉の秘密×「楽しいムーミン一家」                                             | 楽しいムーミン一家 （テレビ東京）                                       | 温泉                                                                    |
| 77 | 2014年01月25日 | 腰が痛い×「楽しいムーミン一家」                                               | 楽しいムーミン一家 （テレビ東京）                                       | 腰痛                                                                    |
| 78 | 2014年02月01日 | がん検診を受けよう×「世界名作劇場 あらいぐまラスカル」                        | あらいぐまラスカル （フジテレビ・世界名作劇場）                         | がん検診                                                                |
| 79 | 2014年02月08日 | 要注意!低体温症×「世界名作劇場 あらいぐまラスカル」                           | あらいぐまラスカル （フジテレビ・世界名作劇場）                         | 低体温症                                                                |
| 80 | 2014年03月29日 | 最終回です!今までありがとうスペシャル                                         | 総集編                                                                  | 総集編                                                                  |

## スタッフ
- ナレーション：諏訪部順一
- 題字・イラスト：キン・シオタニ
- 制作：NHKエデュケーショナル
- 制作・著作：NHK